# روبرت بينيت
روبرت بينيت (بالإنجليزية: Robert Bennett)‏ (1831 في المملكة المتحدة - 5 أكتوبر 1875 في المملكة المتحدة) هو لاعب كريكت بريطاني (وحمل سابقاً جنسية المملكة المتحدة لبريطانيا العظمى وأيرلندا). لعب مع Kent County Cricket Club ‏ ونادي مقاطعة ساسكس للكركيت ‏.

## وصلات خارجية
- روبرت بينيت على موقع أرشيف الشارخ.
- روبرت بينيت على موقع إي آس بي آن كريك إنفو (الإنجليزية)